# Aphyssura tonnoiri
Aphyssura tonnoiri är en tvåvingeart som beskrevs av Norris 1999. Aphyssura tonnoiri ingår i släktet Aphyssura och familjen spyflugor. Inga underarter finns listade i Catalogue of Life.